# Policía Nacional de Honduras
La Policía Nacional de Honduras es el órgano uniformado encargado de mantener el orden y la seguridad pública así como también de preservar la aplicación y el cumplimiento de la ley en Honduras. Mantiene jurisdicción y presencia en los 18 departamentos de Honduras, actualmente operando con 18 jefaturas departamentales y dos jefaturas metropolitanas (Distrito Central y San Pedro Sula). Bajo estas entidades operan jefaturas regionales, jefaturas municipales, jefaturas de estaciones fijas o móviles, postas y puestos policiales; creando una infraestructura de por lo menos 360 instalaciones físicas alrededor del país.
La Policía Nacional de Honduras tiene sede en la ciudad capital del país y es también el cuarto cuerpo policial más grande de Centroamérica en términos de miembros empleados (por encima de Costa Rica, Nicaragua y Belice) y es el sexto más grande en términos de número de habitantes por policía (per cápita); superando únicamente a Guatemala.  
En 2010, la Secretaría de Seguridad operó con un presupuesto de US$165.143 millones (Lps. 3.129.454.629) siendo la Dirección Nacional de la Policía Preventiva el órgano central con el presupuesto más alto, alcanzando los US$70.3 millones (Lps. 1.333.687.852).
La patrona de la Policía es la Virgen del Carmen, festejada por sus devotos cada 16 de julio.

## Historia
A lo largo de su historia, la Policía Nacional de Honduras ha sufrido importantes cambios. Por más de 30 años formó parte de las Fuerzas Armadas, desvinculándose de ellas en 1998. En ese entonces la policía hondureña tenía un carácter militar, dependía de la Secretaría de Defensa Nacional y Seguridad Pública (SDNSP) y la única autoridad competente para dirigirla era el Jefe de las FF. AA. como representante del Presidente de la República.

### Fundación
En diciembre de 1881, siendo presidente de la República Marco Aurelio Soto, se emitió un acuerdo y reglamento del Ministerio de Gobernación y Justicia, mediante el cual se estableció la creación de la Policía de Salubridad y Ornato, en las ciudades de Tegucigalpa y la Villa de Concepción (hoy Comayagüela). La misma debía estar conformada por un comandante, un subcomandante, un ayudante, cuatro sargentos y 25 policías. 
Esta Policía adquirió vigencia el 15 de enero de 1882, con la publicación de su creación en el diario oficial La Gaceta, siendo su primer comandante Manuel Dávila. Con ella nació la primera dependencia de la Policía Nacional, la Policía de Línea. Aunque dependía del Ministerio de Gobernación y Justicia y se dijo que era una organización civil, en realidad tenía un carácter militar.

### Expansión
Se crea posteriormente la Policía Rural y se contrata los servicios de 2 policías estadounidenses especializados: Alder H. Baker, como jefe de Policía y C.D. Bayer como subjefe. Ambos organizadores muy enérgicos, pero las limitaciones económicas no les permitieron desarrollar más la rama policial.
En 1886 se decretó la Ley de Policía Rural, creando inspectores que poseían las atribuciones de los jueces de Paz. En 1888 entró en vigencia un nuevo reglamento, por el cual se cambió el nombre del ente de seguridad a Cuerpo de Gendarmería. De 1890 a 1896 la institución policial no pudo mantenerse alejada de las influencias políticas y las convulsiones internas, con cambios de los comandantes de las unidades policiales sucediendo muy rápidamente.
Desde la constitución de 1894 se estableció que las municipalidades nombrarían libremente a sus agentes de policía, costeando sus fondos. En 1901 se construyó un edificio de la Central de Policía en Tegucigalpa y se habilitó una pieza para la detención de mujeres. Un año después fue nombrado director de la Policía Nacional el coronel estadounidense Lee Christmas, quien creó una sección de la policía en el barrio Guanacaste y fue sustituido temporalmente por el general Calixto Carias. 
En 1904, se subvencionó un cuerpo de policía en la ciudad de Ocotepeque, constituido por un comandante y diez agentes. Asimismo, se subvencionó la Policía de Santa Rosa de Copán, Comayagua y La Ceiba. Como ya era costumbre, la policía de esos lugares era pagada por las municipalidades, salvo en Santa Rosa de Copán, donde existían cuatro agentes que eran pagados, mitad por la Policía y mitad por la municipalidad. Para 1907 ya funcionaba en la capital de la República otra sección más de la policía, en Comayagüela, llegando a 100 el número de agentes y a 10 el de sargentos.
En 1930 se creó la Policía de Investigación, siendo su primer director el mexicano Eleazar Sánchez. Tres años después nació la Policía de Tráfico, cuyo primer director fue Leónidas Ramírez Sierra. Existió paralelamente la Policía Montada, que estuvo al mando del general Juan José Tablada. La jurisdicción de este cuerpo policial fue todo el país, pero su mayor actuar estuvo situado 
en las cercanías de los campos bananeros en la costa norte de Honduras.
Desde la constitución de 1936 se estableció que los miembros activos en la Policía no podían ejercer el sufragio, pero sí ser electos. Sin embargo, en la posterior constitución de 1957 se prohibió que los mismos pudieran ser electos a diputados. En esa misma constitución se definió por primera vez en una carta magna al ente de seguridad:

La policía es una institución del Estado de carácter puramente civil, encargada de velar por la conservación del orden público, proteger a las personas y a la propiedad y ejecutar las resoluciones, disposiciones, mandatos y decisiones legales de las autoridades y funcionarios públicos.

El Poder Ejecutivo podrá someter la policía civil al régimen militar cuando sea preciso mantener el orden público y se haga necesaria la defensa de las instituciones democráticas.
Artículo 97.

Además se creó una Policía Judicial, subordinada a funcionarios del Poder Judicial.

### Guardia Civil y Cuerpo Especial de Seguridad (CES)
El 12 de julio de 1959 desapareció la Policía Nacional y en su lugar fue creado un cuerpo paramilitar con función policial, denominado Guardia Civil, por decreto n.º 179 del 17 de julio de 1959. Posteriormente la Guardia Civil construyó su cuartel en el barrio Casamata. A raíz del golpe de Estado al gobierno del Ramón Villeda Morales el 3 de octubre de 1963, la Guardia Civil se desintegra y el 9 de ese mes se crea el Cuerpo Especial de Seguridad (CES) por el entonces jefe de Estado, el coronel Oswaldo López Arellano, siendo su primer director Alonso Flores Guerra, de mismo rango. Durante este período, el CES pasó a depender de la Secretaría de Defensa y Seguridad Pública. 
Más tarde se crearon nuevas dependencias como el Destacamento Rural y la Patrulla de Carreteras. En cada departamento de la República se creó una delegación departamental, mismas que se dividieron en subdelegaciones. En las ciudades principales se crearon los cuarteles regionales y departamentales, y los comandos regionales. Asimismo, se crearon las postas en 1967 y se creó la Escuela de Entrenamiento de Agentes de Seguridad, ubicada en Ojo de Agua, Yuscarán (departamento de El Paraíso). Durante el conflicto entre Honduras y El Salvador (1969), los miembros del CES combatieron al lado del ejército. En 1974 se creó la Policía de Hacienda y en 1975 la Seguridad Interna.

### Fuerza de Seguridad Pública (FUSEP)
A partir del 30 de enero de 1975 el CES desaparece y se crea la Fuerza de Seguridad Pública (FUSEP) como una rama de las Fuerzas Armadas; esto mediante el Decreto de Ley n.º 180. El 16 de agosto de 1976 se publicó su Ley Orgánica de la Fuerza de Seguridad Pública, mediante el decreto n.º 369. Con este se creó además la Comandancia General de la Fuerza de Seguridad Pública, como su máximo ente, y el Estado Mayor de la Policía, que le seguía en jerarquía y que comenzó a funcionar el 15 de abril de 1975. También se creó la Escuela Nacional de Policía, con sede en el cerro El Picacho, en el Distrito Central, y que comenzó a funcionar el 1 de enero de 1976. Los cuerpos de seguridad establecidos en el decreto fueron la Policía de Línea, de Tránsito, de Investigación, de Hacienda, de Servicios Especiales y los Destacamentos Especiales. La nueva Fuerza de Seguridad fue modernizada: sus elementos vestían uniforme de color verde, con armas Browning Hi-Power calibre 9mm y fusil FN FAL (Fusil Automatique Léger) de calibre 7,62 x 51 OTAN.
Mediante el acuerdo n.º 059 del 3 de enero de 1977 fue creada la Policía Auxiliar Femenina, con el propósito de velar por el orden del personal femenino y la protección de los menores de edad. El 3 de abril de 1979, se creó el Escuadrón de Policía Cobras, la cual en febrero de 1982 se constituyó como Agrupamiento de Escuadrones Especiales Cobras (AEECO). Mediante el acuerdo n.º 125 del 4 de enero de 1982 se creó el Centro de Institución Policial (CIP). En julio de 1984 se fundó la Escuela de Capacitación para Oficiales de Policía (ECOP), que posteriormente pasó a llamarse Instituto Superior de Educación Policial (ISEP).
En 1985 se cambió la palabra FUSEP por las siglas FSP. El 14 de septiembre de 1888, el presidente de turno, el general Luis Bográn, emitió un decreto sobre el Reglamento de Gobierno, creando la Policía de los Puertos, que empezó a ser efectivo el 1 de enero de 1890.

### Policía Nacional
Con el comienzo de la llamada Era Democrática en Honduras (desde la promulgación de la constitución de 1982), el posterior gobierno de Carlos Roberto Reina emprendió acciones para separar a la fuerza policial de la militar. El 19 de septiembre de 1995 se publica el Decreto 136-95, ratificado por el Decreto 229-96 del 17 de diciembre de 1996, publicado en La Gaceta en enero de 1997. En este se modifica el artículo 273 para deslindar a las «Fuerzas de Seguridad Pública» de las Fuerzas Armadas, y se reforma totalmente el artículo 293 para introducir en la constitución a la Policía Nacional:

La Policía Nacional es una institución profesional permanente del estado, apolítica en el sentido partidista, de naturaleza puramente civil, encargada de velar por la conservación del orden público, la prevención, control y combate al delito; proteger la seguridad de las personas y sus bienes; ejecutar las resoluciones, disposiciones, mandatos y decisiones legales de las autoridades y funcionarios públicos, todo con el estricto respeto a los Derechos Humanos.
Art. 293 de la constitución de la República.

Finalmente, el 28 de mayo de 1998, mediante el decreto legislativo n.º 156-98 se crea la Ley Orgánica de la Policía Nacional. Esta organizó a la Policía Nacional en cinco direcciones generales y la volvió parte de la Secretaría de Seguridad, que fue poco después dirigida por la abogada Elizabeth Chiuz. La Policía era además asistida por 2 subsecretarías, de acuerdo con la Ley General de la Administración Pública. El traspaso administrativo se materializó el 5 de diciembre de 1998 por una Junta Honorable, creada para tal efecto mediante el mencionado Decreto n.º 229-96 y que fue presidida por el doctor Hernán Corrales Padilla. Lo acompañaron los abogados Jorge Ponce Turcios, Francisco Cardona Argüelles, Germán Leitzelar Vidaurreta, Felipe Elvir Sierra, José Zamora Bados y el ingeniero Alfredo Landaverde.
El 16 de julio de 1999 se creó la Dirección Nacional de Servicios Especial de Investigación (DNSEI), cuya competencia era la investigación del crimen organizado. Contaba con la Unidad o Escuadrón de Frontera, que realizaba un acompañamiento a las actividades operativas que realizaban las unidades de fuerzas especiales.
En 2002, durante el gobierno de Ricardo Maduro y siendo secretario de Seguridad Oscar Álvarez, se crea la Policía Turística, con un contingente de 25 elementos, que inició actividades el 25 de marzo de ese año. En ese gobierno se creó además el Grupo Especial Antisecuestro (GEAs) en el departamento de Anti-Secuestro, para llenar un vacío en esa área.

### Ley Orgánica de 2009
En noviembre del 2009 entró en vigencia una nueva Ley Orgánica de la Policía Nacional, publicada en el decreto n.º 67-2008 del 30 de junio de 2008. Con esta, se crearon las figuras de director general y directores nacionales, siendo el primer director de la Policía Nacional el general Salomón de Jesús Escoto Salinas.
En 2013, se creó el Centro de Operaciones y Estrategias Policiales (COEPOL) con el objetivo principal de desarrollar tecnología en estrategias policiales. En 2015 se fundó la Dirección de Telemática, gracias al apoyo del gobierno de Colombia y de Estados Unidos, la cual absorbió a COEPOL. En septiembre del mismo año entró en funcionamiento la Ley del Sistema Nacional de Emergencias, que concentró varios entes de emergencia bajo el esquema del número de emergencia 911. Ese año también se fundó la Dirección Policial de Investigación (DPI), que absorbió todas las unidades que integraban la Dirección Nacional de Investigación Criminal (DNIC) y la Dirección Nacional de Servicios Especiales de Investigación (DNSEI).
En junio de 2016, la Policía Nacional traspasó al Sistema Nacional de Emergencia el Sistema 911 y creó el Centro de Operaciones Institucional (COI). En noviembre del mismo año se procedió a la implementación de la Dirección Policial de Telemática mediante el Decreto Ejecutivo PCM 075-2016. El 21 de diciembre de ese año se creó la Dirección Nacional de Servicios Policiales Fronterizos (DNSPF), que había sido una propuesta del director general Félix Villanueva Mejía, presentada a la Comisión Especial de Depuración y Transformación de la Policía Nacional y aprobada en abril de 2016.

### Ley Orgánica de 2017
El 10 de octubre de 2017 se publicó una nueva Ley Orgánica de la Secretaría de Estado en el Despacho de Seguridad y de la Policía Nacional de Honduras.
El 20 de julio de 2022, mediante PCM n.º 1417-2022, se creó la Dirección Policial Anti Maras y Pandillas contra el Crimen Organizado (DIPAMPCO), conformada por miembros de la Policía Nacional, agentes de la Dirección de Investigación e Inteligencia del Estado, de la Fiscalía Especial Contra el Crimen Organizado (FESCCO) y otros operadores de justicia.
El 15 de enero de 2024 se creó la Dirección de Defensoría Jurídica Policial, mediante Acuerdo de la Secretaría de Seguridad n.º 2194-2003.

## Marco legal
La Policía Nacional es un ente constitucional:

La Policía Nacional es una institución profesional permanente del estado, apolítica en el sentido partidista, de naturaleza puramente civil, encargada de velar por la conservación del orden público, la prevención, control y combate al delito; proteger la seguridad de las personas y sus bienes; ejecutar las resoluciones, disposiciones, mandatos y decisiones legales de las autoridades y funcionarios públicos, todo con el estricto respeto a los Derechos Humanos.
Art. 293 de la constitución de la República.

Su estructura y funcionamiento se halla en la Ley Orgánica de la Secretaría de Estado en el Despacho de Seguridad y de la Policía Nacional de Honduras, publicada en el decreto n.º 18-2017 el 10 de octubre de 2017.

## Funciones
La Ley Orgánica describe las funciones de la Policía Nacional, siendo las más importantes: velar por la conservación y restablecimiento del orden público, prevenir, investigar y combatir el delito; proteger la vida, bienes, derechos y libertades de las personas, y la seguridad de las instituciones públicas y privadas; supervisar y regular los servicios de seguridad privada; además de efectuar el registro y control de armas y colaborar con las Fuerzas armadas en caso de ser requerido.

## Miembros de la Carrera Policial
El órgano superior de la Policía es la Dirección General, ejercida por un director y un subdirector, escogidos por el presidente de la República de una nómina elaborada por el secretario de Seguridad y para un periodo en el cargo de 3 años (art. 45). La función del director es velar por el cumplimiento de las políticas estatales dentro de la Policía Nacional, y está facultado para brindar recomendaciones al secretario de Seguridad sobre el funcionamiento interno o el nombramiento y destitución de los demás directores.
Para ser escogido director general se debe:
1. ser oficial de la categoría de oficiales superiores u oficiales generales de la policía,
2. ser hondureño por nacimiento,
3. estar en situación de activo,
4. tener grado académico policial universitario y,
5. tener una hoja de vida intachable.

Para el ingreso a cualquiera de los centros de formación policial como aspirante a cualquier categoría del escalafón policial, se debe cumplir con los requisitos siguientes (art. 102):
1. ser hondureño por nacimiento;
2. con título de educación media registrado en la Secretaría de Educación, debidamente homologado cuando sea de centros extranjeros;
3. edad de 18 a 35 años;
4. con una estatura mínima de 1.65 metros para hombres y 1.60 para mujeres;
5. superar los exámenes médicos odontológicos y físicos, de admisión y de conocimientos generales;
6. aprobar todas las pruebas de evaluación de confianza de poligrafía, toxicología, patrimoniales, psicológicas y socioeconómicas; y
7. no tener antecedentes policiales activos.

Además, no puede formar parte de ningún centro de educación policial quien haya sido separado de manera deshonrosa de las Fuerzas Armadas o de la Policía Nacional; ni quien haya cesado en un cargo público o privado por despido debido a faltas disciplinarias o delitos.

### Categorías
Los miembros de la Carrera Policial se dividen en las siguientes categorías y cargos (art. 103):
- Oficiales Generales
  - Director general
  - Comisionado general
- Oficiales Superiore
  - Comisionado de Policía
  - Subcomisionado de Policía
  - Comisario de Policía
- Oficiales subalternos
  - Subcomisario de Policía
  - Inspector de Policía
  - Subinspector de Policía
- Suboficiales de Policía
  - Suboficial Superior
  - Suboficial Subalterno
- Clases y agentes de policía
  - Clase III de policía
  - Clase II de policía
  - Clase I de policía
  - Agente de policía

## Organización
La Policía Nacional de Honduras es un órgano dependiente de la Secretaría de Seguridad, cuyo titular responde al presidente de la República. La Policía consta de una Inspectoría General y varias direcciones.

### Inspectoría General
Es una dependencia de la Policía Nacional cuya misión principal es evaluar su actuar operacional y supervisar el estricto cumplimiento de las leyes, reglamentos y órdenes. Consta de una Unidad de Control Interno responsable de verificar los procesos y procedimientos administrativos. 
Entre sus funciones se halla la de elaborar, proponer y darle seguimiento al Plan Operativo Anual, presentar un informe de hallazgos y recomendaciones a la Dirección General, y colaborar con la  Dirección de Asuntos Disciplinarios Policiales (DIDADPOL)(art. 50-52 de la Ley Orgánica).

### Direcciones operativas
Son las que rigen el funcionamiento de las distintas agencias policiales:
Dirección General de la Policía Nacional (DGPN)
Director: Juan Manuel Aguilar Godoy.
Subdirector: Wilmer José Torres Saavedra.
Es el máximo ente ejecutivo, encargado de hacer cumplir las directrices del presidente de la República a través de la Secretaría de Seguridad. Está a su cargo la Subdirección General.
Dirección Nacional de Prevención y Seguridad Comunitaria (DNPSC)
Director: Melvin García Flores.
Encargada de la prevención de delitos para garantizar la seguridad ciudadana y el libre ejercicio de sus derechos y libertades. Mantiene el orden público con un enfoque comunitario.
Dirección Nacional de Vialidad y Transporte (DNVT)
Director: José Hernández Vásquez.
Autorizada para hacer cumplir las políticas de tránsito y seguridad vial halladas en la Ley de Tránsito —que además define la organización y funcionamiento de esta dirección— y demás normativas vigentes. Coopera con el Instituto Nacional de Transporte Terrestre.
Dirección Policial de Investigaciones (DPI)
Director: Eduardo Turcios Andrade.
Formada por personal altamente capacitado en la resolución de casos, incluyendo detectives, investigadores y expertos forenses. Sus funciones específicas pueden variar según la jurisdicción y la estructuración, pero en general se centran en:
- Investigación criminal: para identificar a los responsables de un delito mediante la recopilación de pruebas.
- Cooperación con otras agencias: para abordar casos que puedan tener dimensiones nacionales o internacionales.
- Operaciones encubiertas.

Dirección Nacional de Fuerzas Especiales (DNFE)
Director: Julio Romero Canales.
Ejecuta las acciones de seguridad y conservación o restablecimiento del orden público que requieran intervención de grupos especiales. Normalmente en situaciones de fuerza mayor o en operaciones especiales conjuntas autorizadas por el alto Mando Policial.
Dirección Nacional de Servicios Policiales Fronterizos (DNSPF)
Director: Joaquín Flores Maradiaga.
Actúa en coordinación con otros entes. Se compone de:
- Unidad de Policía Portuaria.
- Unidad de Policía Aeroportuaria.
- Unidad de Policía Migratoria.
- Unidad de Control de Aviación civil y Embarcaciones.
- Unidad de Policía Aduanera.

Dirección Policial Anti Maras y Pandillas Contra el Crimen Organizado (DIPAMPCO)
Director: David Ortega Pagoaga.
Combate de delitos vinculados a organizaciones criminales, enfocándose principalmente en la lucha contra la extorsión, los homicidios y el lavado de activos. Para sus operaciones, DIPAMPCO  divide a Honduras en 9 regiones:
|  | - I: Atlántida e Islas de la Bahía - II: Cortés - III: Comayagua, Intibucá y La Paz - IV: Copán, Lempira y Ocotepeque - V: Francisco Morazán - VI: Choluteca y Valle - VII: El Paraíso y Olancho - VIII: Colón y Gracias a Dios - IX: Santa Bárbara y Yoro |

Cuenta además con dos oficinas: la División de Seguridad del Transporte Urbano (DSTU) y la Oficina Policial De Investigación Financiera (OPIF).
Dirección Nacional Policial Antidrogas (DNPA)
Director: Santos Martínez García.
A cargo de la erradicación e investigación de delitos de narcotráfico y conexos bajo la dirección técnica y jurídica de fiscales del Ministerio Público. Aportar a la autoridad competente las pruebas para ejercer la acción penal. Está organizada de la manera siguiente:
- Departamento de Prevención.
- Departamento de Inteligencia.
- Departamento de Investigaciones Especiales.
- Departamento de Operaciones Especiales.
- Unidades Departamentales Antidrogas.
- Unidades Metropolitanas Antidrogas.

Dirección Nacional de Protección y Servicios Especiales (DNPSE)
Director: Rony Escobar Urtecho.
Ejecuta las acciones en materia de protección a funcionarios y exfuncionarios en riesgo extraordinario, a instalaciones diplomáticas, al medio ambiente y al patrimonio cultural. Procura el cumplimiento de las medidas cautelares y de seguridad ordenadas por la autoridad competente. Se compone de:
- Unidad Especial de Protección de Defensores de Derechos Humanos.
- Unidad de Protección de Dignatarios (PRODIG).
- Unidad de Seguridad de Diplomáticos y Cuerpo Consular.
- Unidad Especial de Protección de Funcionarios y Ex-Funcionarios en Riesgo Extraordinario (UEP).
- Unidad de Protección a los Defensores del Medio Ambiente y el Patrimonio Cultural.

### Direcciones estratégicas
Brindan apoyo a las agencias policiales:
Dirección de Inteligencia Policial (DIPOL)
Director: Martin Núñez Morales.
Se encarga de recopilar, analizar y procesar información relevante para la prevención y resolución de delitos.
Dirección de Planeamiento, Procedimientos Operativos y Mejora Continua (DPPOMC)
Director: Miguel Pérez Suazo.
Es responsable de coordinar y desarrollar los programas, la planificación y el adiestramiento para la mejora continua en la Policía Nacional, que contribuyan al apresto operacional. Contiene al Departamento de Estadísticas, que recopila información y divulga información estadística sobre la incidencia del crimen y el actuar policial para el Sistema Estadístico Policial en Línea (SEPOL).
Dirección de Logística (DL)
Director: Héctor Ruiz Martínez.
Es la responsable de gerenciar los procesos de abastecimiento, transporte, mantenimiento y administración de los bienes nacionales de la Policía Nacional.
Dirección de Asuntos Interinstitucional y Comunitarios (DAIC)
Director: Roger Maradiaga Borjas.
Es el órgano superior en materia de prevención, disuasión y control de delitos y faltas, con un enfoque comunitario.

### Direcciones administrativas
Son las que velan por el correcto funcionamiento interno de la institución policial:
Dirección de Recursos Humanos (DRH)
Director: Lincoln Gustavo Pacheco Murillo.
Es la responsable de la administración del recurso humano en servicio de la Policía Nacional, ya sea miembro de la carrera policial o personal auxiliar contratado.
Dirección Policial de Telemática (DPT)
Director: José Osmín Gómez Romero.
Es responsable de administrar, asesorar y promover la implementación y soporte de los sistemas de telecomunicaciones e informática de la Policía Nacional. Cuenta con los departamentos de Investigación y Desarrollo Tecnológico, Redes, Soporte y Martenimiento, Comunicaciones y Centro de Datos. 
Dirección de Bienestar Social (DBS)
Director: Wilson Antonio Alvarenga Núñez.
Cuida el bienestar físico, mental y emocional de los miembros de la Policía. Se encarga de:
- Programar y organizar actividades sociales, recreativas y culturales para el personal de la policía.
- Realizar evaluaciones psicológicas a través de su clínica.
- Brindar asesoría legal para procesos administrativas y situaciones especiales.

Dirección de Defensoría Jurídica Policial (DDJP)
Director: Juan Aguilar Galo.
Busca fortalecer la integridad, ética y transparencia en el ejercicio de las funciones policiales. Ejerce la representación legal y defensoría jurídica a nivel nacional para miembros de la policía que incurran en supuestos delitos derivados de sus funciones. También brinda asesoría legal en casos administrativos y casos especiales. Su director debe ser un profesional del Derecho.
Dirección de Modernización, Asuntos Internacionales y Cooperación Externa (DMAICE)
Director: Filiberto Francisco Acevedo Bengtson.
Propone acciones orientadas a modernizar la institución, además regula y supervisa la cooperación nacional o internacional con otras instituciones y las relaciones con cuerpos policiales internacionales.
Dirección Nacional de Educación Policial (DNEP)
Director: José Servellón Castillo.
Ejerce la planeación y dirección de la educación policial en todos sus niveles. Tanto su director como su subdirector deben tener un título universitario en Ciencias Policiales. Está a cargo de la administración de los siguientes centros educativos policiales:
- Universidad Nacional de la Policía de Honduras (UNPH), cuyo rector y vicerrector son el director y subdirector mencionados.
- Centro de Capacitación para Oficiales de Policía (CCOP).
- Academia Nacional de la Policía (ANAPO).
- Centro de Capacitación para Policías, Clases y Suboficiales (CCPCS).
- Instituto Tecnológico Policial (ITP).

## Especialidades de la Policía

### COBRAS
Los COBRAS son agentes de policía especializados en anti motines y disturbios, franco tiradores y operaciones tácticas y especiales con instrucción de los cuerpos SWAT estadounidenses. Estos policías son capacitados y asignados en la unidad denominada Comando Especializado Cobra (COECO).

#### Policía Técnica
En su tiempo la antigua D.G.I.C. (ahora D.P.I.) reclutó en sus filas a personal mayor de 18 años, con formación secundaria completa o universitaria, los que pasarían a ser al momento de su graduación detectives de investigación. Sus Jefes son comisarios, comisionados o Inspectores. Estos agentes se encuentran destacados en delegaciones regionales por el país, al mando de un coordinador, subcoordinador y varios agentes.
Los campos en los que se especializan:
- 'Técnico EFEC' Técnicos en Procesamiento de las Escenas del crimen.
- IEC (Investigadores de la Escena del Crimen)
- UCV (Unidad de Crímenes Violentos), reconocimiento del lugar y escena de un delito, se graba mediante vídeo o fotografía, se buscan huellas de todo tipo, se recaban evidencias y pre-análisis, archivo pre-investigación.
- Técnico analista: microscopia, huellas dactilares, huellas, archivo.
- Técnico en Balística: recuperación en tanque y reconocimiento de ojivas, calibre, giro de las estrías, archivo.
- Técnico en reconstrucción de hechos,
- Técnico en inspecciones oculares y de campo,
- Técnico en delitos de informática,
- Técnico en delitos automovilísticos,
- Técnico en drogas,
- Técnico en dibujo línea

Entre otras especialidades y habilidades requeridas.

### TIGRES
Los TIGRES son una fuerza especial de la Policía creada por el expresidente Juan Orlando Hernández, cuando era titular del Congreso Nacional con miras a proporcionar seguridad a la ciudadanía, combatir el crimen organizado y delincuencia común. Dichos comandos conforman la política de seguridad del Estado, bajo la coordinación del Consejo de Defensa y Seguridad Nacional. Todas sus operaciones son acompañadas por jueces y fiscales del Ministerio Público. Son entrenados durante varios meses por instructores de los Boinas Verdes del Ejército de EE. UU. y por miembros de la unidad JUNGLAS de la Policía Nacional Colombiana, como parte del apoyo del gobierno de EE. UU. en confrontar las fuentes de inseguridad en Honduras, tanto en áreas rurales como urbanas.
El entrenamiento que reciben incluye:
- Operaciones en Montañas
- Técnicas de Sobrevivencia
- Especialización en tiro, patrullaje y despeje de edificios
- Operaciones en junglas
- Operaciones aéreas
- Táctica de pequeñas unidades
- Combate cuerpo a cuerpo
- Sobrevivencia en el agua
- Comunicaciones
- Demoliciones
- Medicina de Combate (Primeros Auxilios)
- Planificación de Operaciones
- Liderazgo y Derechos Humanos

## Equipamiento
Las armas usadas como armamento reglamentario son la pistola Glock calibre 9mm, escopetas Remington y fusiles Galil. La Policía Nacional cuenta con unidades aéreas Helicópteros tipo Bell 206 JetRanger denominados Halcón para brindar apoyo aéreo a los comandos terrestres.